# Acrolophus punctata
Acrolophus punctata är en fjärilsart som beskrevs av Druce 1901. Acrolophus punctata ingår i släktet Acrolophus och familjen Acrolophidae. Inga underarter finns listade i Catalogue of Life.